# Jose Gontzalo Zulaika

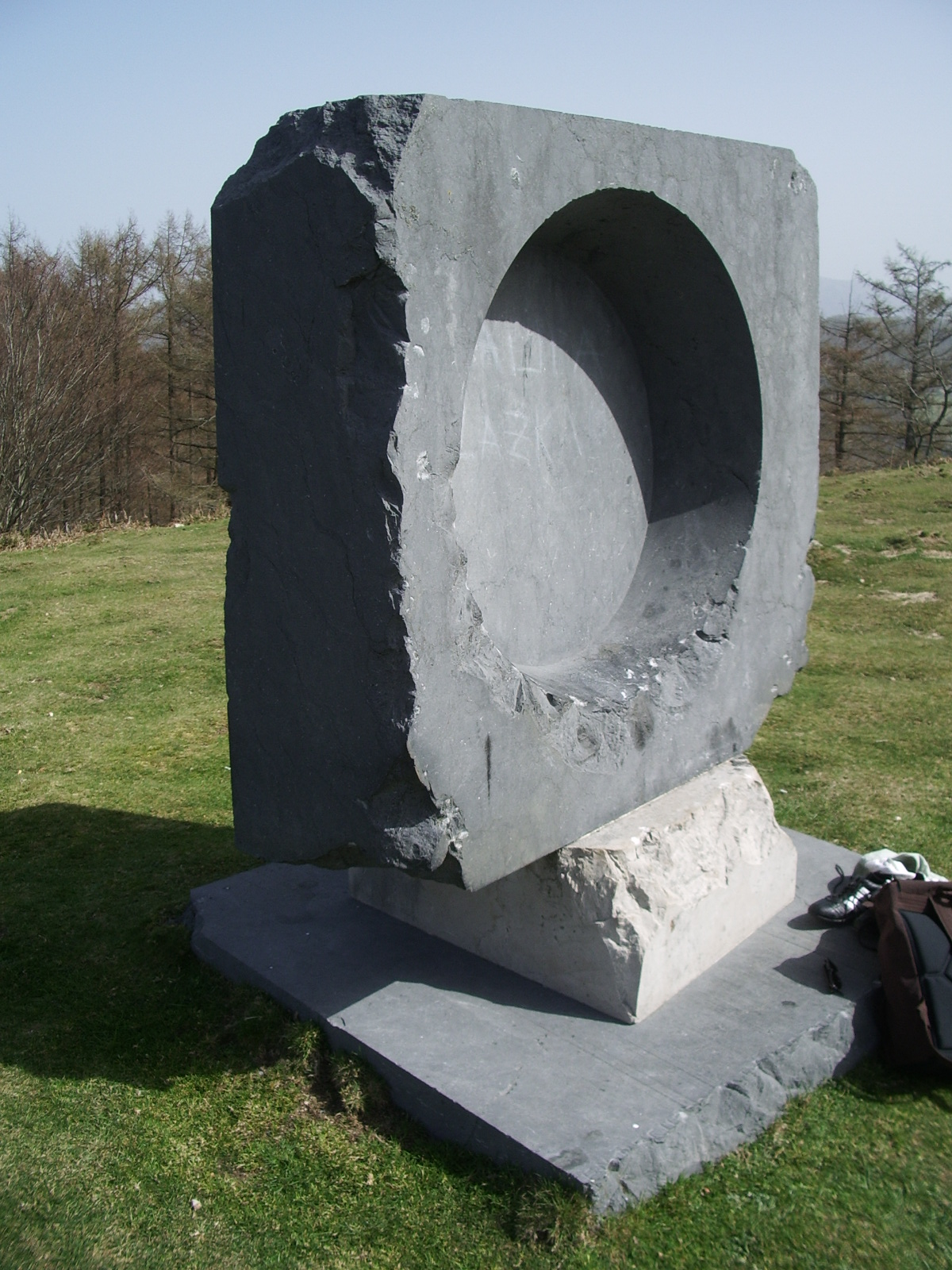
Monument Aita Donostiari oroitarria de l'escultor Jorge Oteiza a Lesaka (Nafarroa)

Jose Gonzalo Zulaika o Aita Donostia (Pare Donòstia, en català), (Donòstia, Euskadi, 10 de gener del 1886 - 30 d'agost del 1956) fou un escriptor i músic basc. També se'l considera musicòleg i organista, essent un dels compositors bascos més destacats de la història.
El seu nom de naixença era José Gonzalo Zulaica Arregui. Començà els seus estudis musicals el 1896 a Lekaroz (Nafarroa) i amb 11 anys va compondre la seva primera obra, Diana (1897), per a orquestra. El gener de 1903 professà en l'Orde caputxí. El 1908, després de fer-se capellà, estudià harmonia amb Ismael Echazarra, i va ampliar la seva formació musical a Barcelona amb el mestre Esquerrà en l'Acadèmia Granados i entre el 1912 i el 1918 va compondre l'obra Preludios vascos, un conjunt d'obres populars arreglades per a piano. Per aprofundir els seus coneixements sobre cant gregorià, el 1909 assistí a l'Abadia de Santo Domingo de Silos (Burgos), a la de Besalú i a la de Solesmes. Dos anys després realitzà un viatge a la República Argentina, on fundà diverses agrupacions per al cultiu de la música coral. La seva tasca musical és molt extensa i compren més de cent obres per a tota classe d'instruments. Algunes de les seves obres aconseguiren premis en diversos certàmens. Pels anys 1920 li fou atorgat per la Caixa d'Estalvis de Pamplona, vers la música basca per a clavecí i orgue, del segle xvii. La seva música es caracteritza per una gran riquesa melòdica, per la seva inspiració suaument romàntica i per un profund i sincer sentiment. El 1922 es traslladà a París per ampliar els seus estudis de contrapunt, harmonia, composició i fuga amb Eugene Cools. I tot i que aprengué euskera fora de casa va arribar el 1932 a ser euskaltzain, membre de l'Euskaltzaindia (Reial Acadèmia de la Llengua Basca).

## Part de l'obra
Les seves obres són:
- Cuatro cuadernos de preludios vascos, per a piano,
- Andante, per a una Sonata vasca, per a piano,
- Dotzae lieder, per a piano i violí,
- Suite vasca (tres temps) per a orquestra,
- Andante i Allegro (orquestra) sobre temes bascs,
- Larraldeko Lorea, òpera en tres actes,
- Un Cancionero, Paisaje, Suletino, per a orquestra,
- Dues Danzas, per a orquestra de cambra,
- Un poema per a cors, basat en Santa Cecília, d'Henri Gheon.

Diversos estudis folklorics i composicions per a grups corals, en basc, castellà i català.